# Hiro H1H
Hiro H1H (hay Hải quân Kiểu 15) là một loại tàu bay trinh sát/ném bom hai tầng cánh của Nhật Bản trong thập niên 1920. Nó được phát triển từ loại Felixstowe F.5, do Quân xưởng Hải quân Hiro thiết kế chế tạo cho Hải quân Đế quốc Nhật Bản. H1H được chế tạo bởi các hãng Hiro, Xưởng Kĩ thuật Hàng không Yokosuka và Aichi.

## Biến thể
H1H1
H1H2
H1H3

## Quốc gia sử dụng
Nhật Bản
- Không lực Hải quân Đế quốc Nhật Bản

## Tính năng kỹ chiến thuật (H1H1)
Dữ liệu lấy từ 
Đặc điểm tổng quát
- Chiều dài: 49 ft 7 in (15.11 m)
- Sải cánh: 75 ft 4½ in (22.97 m)
- Chiều cao: 17 ft 0½ in (5.19 m)
- Diện tích cánh: 1345.53 ft2 (125 m2)
- Trọng lượng rỗng: 8862 lb (4020 kg)
- Trọng lượng có tải: 13448 lb (6100 kg)
- Động cơ: 2 × Lorraine W-12, 450 hp (336 kW) mỗi chiếc

Hiệu suất bay
- Vận tốc cực đại: 106 mph (170 km/h)
- Thời gian bay: 14 giờ  30 phút

Vũ khí trang bị
- 2 × súng máy 7,7mm (0.303in)
- 300kg (661) bom